# Burschenschaft Alemannia Gießen
Die Burschenschaft Alemannia ist eine schlagende und farbentragende Studentenverbindung in Gießen.

## Geschichte

### Gründungsphase
Am 11. Dezember 1861 wurde im Gießener Promenadenhaus der Studentenverein Alemannia gegründet, mit dem Ziel die Vormachtstellung der Corps an der Universität Gießen zurückzudrängen. 1862 entwickelte sich die Alemannia zur Studentenverbindung, die sich mit der Burschenschaft Germania und dem Wingolf zum Gießener Präsiden-Convent zusammenschloss, um so ein Gegengewicht zum Gießener Senioren-Convent zu stellen. Aufgrund inhaltlicher Differenzen löste sich der Präsiden-Convent bereits im Wintersemester 1863/64 wieder auf. Am 14. November 1863 wurde die Alemannia schließlich zur Burschenschaft und bildete ab dem 17. Februar 1869 gemeinsam mit der Burschenschaft Germania den Gießener Deputierten-Convent. Am Deutsch-Französischen Krieg 1870/71 nahmen 16 Mitglieder der Alemannia teil. In den Jahren 1873 bis 1877 musste die Alemannia aufgrund Mitgliedermangels suspendieren und konnte erst am 16. April 1877 den Aktivenbetrieb wieder aufnehmen. Im Wintersemester 1878/79 trat sie dem Eisenacher Deputierten-Convent bei. 1881 wurde sie Mitglied im Allgemeinen Deputiertenconvent, der späteren Deutschen Burschenschaft; die Alemannia gehörte der damals arministischen Richtung an.

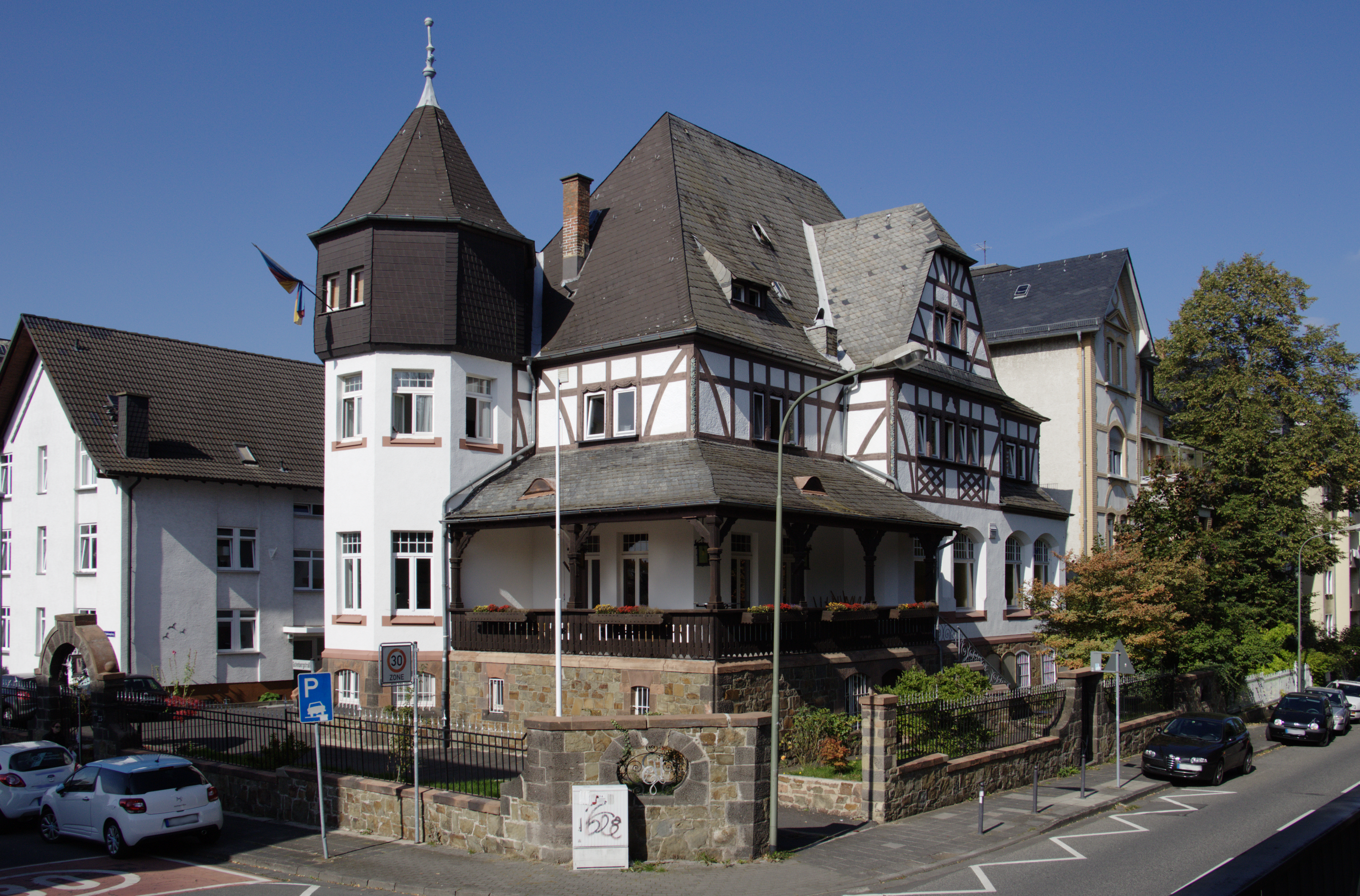
Das Alemannenhaus in der Gutenbergstraße

1890 gründete sich der Altherrenverband der Alemannia, welcher maßgeblich zur Grundsteinlegung des 1901 eingeweihten, denkmalgeschützten Alemannenhauses war, welches noch heute von der Aktivitas bewohnt wird.

### Die Zeit bis zum Zweiten Weltkrieg

Die Alemannia als Mitglied der Deutschen Burschenschaft (1915)

Am Ersten Weltkrieg nahmen 196 Mitglieder der Alemannia teil, von denen 33 starben.
1922 trat die Alemannia dem Weißen Kreis bei, und verfolgt bis heute dessen Prinzipien. 1925 trat sie dem Altweißen Kartell bei.
Im Wintersemester 1930/31 bestand die Alemannia aus 253 Alten Herren und 93 Mitgliedern der Aktivitas.
Als 1935 die Deutsche Burschenschaft in den Nationalsozialistischen Deutschen Studentenbund eingegliedert werden sollte, lehnte die Aktivitas der Alemannia den weiteren Verbleib in der DB ab, verließ diese und trat der Alten Burschenschaft bei. Ab dem Wintersemester 1937/38 bestand die Alemannia als Kameradschaft V bzw. als Kameradschaft auf dem Alemannenhaus weiter; ab 1943 als Kameradschaft Karillon bzw. Kameradschaft Kießling.
Während des Zweiten Weltkriegs wurde das Alemannenhaus 1940 von der Wehrmacht beschlagnahmt und für Luftschutzzwecke genutzt, so dass die Kameradschaft für ihren Aktivenbetrieb auf andere Verbindungshäuser ausweichen musste. Im Zweiten Weltkrieg starben 53 Mitglieder der Alemannia.

### Nachkriegszeit
Nach dem Ende des Krieges wurde das Alemannenhaus zwangsweise an das Arbeits- und Besatzungskostenamt vermietet und konnte erst 1955 teilweise und 1960 vollständig wieder für den Aktivenbetrieb genutzt werden. 1950 war die Alemannia an der Wiedergründung der Deutschen Burschenschaft beteiligt. Im selben Jahr wurde das Altweiße Kartell wieder aufgetan.
Zum Stiftungsfest 1951 lehnte ein Teil der Aktivitas das Farbentragen, sowie das Schlagen von Mensuren ab, sodass die Aktivitas von der Altherrenschaft suspendiert wurde. Diese Studenten gründeten anschließend die Gießener Burschenschaft Wartburg.
Die Alemannia wurde 1952 wieder Mitglied der Deutschen Burschenschaft.
Von 1972 bis 1993 gehörte die Alemannia dem Ring Weißer Burschenschaften an.
Auf dem Nachbargrundstück des Verbindungshauses wurde im Jahre 1993 ein Appartementhaus mit 15 Wohneinheiten gebaut, welches als Studentenwohnheim genutzt wird.
2009 trat die Alemannia aus der Deutschen Burschenschaft aus und gehört seitdem keinem Korporationsverband an.

## Couleur und Wahlspruch
Das Band der Alemannia hat die Farben Blau-Rot-Gold mit goldener Perkussion. Die Füchse tragen die Farben Blau-Rot-Blau. Als Kopfbedeckung wird eine hellblaue Tuchmütze getragen.
Der Wahlspruch der Alemannia lautet: Viribus Unitis!

## Bekannte Mitglieder
- Jochen Alkämper (1927–2022), Pflanzenbauwissenschaftler und Hochschullehrer
- Karl Wilhelm Altheim (1899–1961), Bürgermeister von Frankfurt am Main
- Georg Heinrich Arcularius (1893–1968), Professor für Tierzucht und Tierernährung
- Emil Berndt (1874–1954), Reichstagsabgeordneter, Bezirksbürgermeister des Berliner Bezirks Schöneberg
- Alfred Filbert (1905–1990), SS-Obersturmbannführer, verurteilt wegen 6.000-fachem Mordes (ausgeschieden 1962)[11]
- Karl Glässing (1866–1952), Oberbürgermeister von Wiesbaden und Oberfinanzpräsident in Darmstadt
- Wilhelm Glässing (1865–1929), Oberbürgermeister von Darmstadt, hessischer Landtagsabgeordneter
- Franz Maximilian Groedel (1881–1951), Kardiologe und Hochschullehrer
- Isidor Maximilian Groedel (auch: Isidor Mayer Groedel; 1850–1921), Mediziner
- Hans Georg Gundel (1912–1999), Althistoriker, Inhaber des Lehrstuhls für Alte Geschichte an der Universität Gießen
- Wilhelm Gundel (1880–1945), Klassischer Philologe, Professor an der Universität Gießen
- Karl Hahn (1882–1963), Physiker, Mathematiker und Pädagoge
- Hugo Hepding (1878–1959), Klassischer Philologe, Volkskundler und Bibliothekar
- Hermann von Ihering (1850–1930), Arzt, Zoologe und Paläontologe, Direktor des Museu paulista in São Paulo, Brasilien
- Adam Karrillon (1853–1938), Arzt und Schriftsteller
- Carl Krauch (1887–1968), Chemiker, Großindustrieller, Wehrwirtschaftsführer im nationalsozialistischen Deutschen Reich, verurteilter Kriegsverbrecher
- Wilhelm Löhr (1889–1941), Chirurg und Hochschullehrer
- Karl Lohmann (1866–1946), Preußischer Landtagsabgeordneter, Reichstagsabgeordneter
- Erwin Ohlemutz (1912–1942), Klassischer Archäologe
- Hans Reichelt (1877–1939), Indogermanist
- Paul Ringshausen (1908–1999), Jurist, Nationalsozialist, Angehöriger der Gestapo und Landrat in Dillenburg
- Josef Rüber (1917–1977), Politiker (CDU), Abgeordneter im Landtag von Rheinland-Pfalz
- Karl Schilling (1889–1973), hessischer Landtagsabgeordneter, Reichstagsabgeordneter (NSDAP)
- Otto Schmidtgen (1879–1938), Paläontologe und Direktor des Naturhistorischen Museums in Mainz
- Adam Schneider (1860–1931), Universitätsbibliothekar
- Carl Steuernagel (1848–1919), Kölner Stadtbaurat
- Adolf Tegtmeier (1894–1975), Mediziner
- Wilhelm Wetzel (1902–1976), Oberbürgermeister von Lüneburg (NSDAP)
- Adolph Windecker (1857–1939), hessischer Landtagsabgeordneter
- Willy Zschietzschmann (1900–1976), klassischer Archäologe und Hochschullehrer

Mitgliederverzeichnisse:
- Willy Nolte (Hrsg.): Burschenschafter-Stammrolle. Verzeichnis der Mitglieder der Deutschen Burschenschaft nach dem Stande vom Sommer-Semester 1934. Berlin 1934. S. 1033.
- Paul Wentzcke: Burschenschafterlisten. Zweiter Band: Hans Schneider und Georg Lehnert: Gießen – Die Gießener Burschenschaft 1814 bis 1936. Görlitz 1942, T. Alemannia. S. 128–145.